# Blåtoppad guldstekel
Blåtoppad guldstekel (Chrysis rutilans) är en stekelart som beskrevs av Olivier 1790. Arten ingår i släktet eldguldsteklar (Chrysis) och familjen guldsteklar (Chrysididae). Enligt den finländska rödlistan är arten nära hotad i Finland. Arten är reproducerande i Sverige.